# Puchar Polski w piłce nożnej (1925/1926)
Puchar Polski w piłce nożnej mężczyzn 1925/1926 – historyczna, pierwsza edycja rozgrywek mających na celu wyłonienie zdobywcy Pucharu Polski, prowadzona przez Polski Związek Piłki Nożnej pod nazwą Puhar PZPN (obowiązywała wówczas inna pisownia wyrazu „puchar”). Była to jedyna edycja krajowego pucharu zorganizowana w międzywojennej Polsce.

## Przebieg rozgrywek
Prace nad przygotowaniem rozgrywek o Puchar Polski rozpoczęto wiosną 1925 r., a formalnie powołano go do życia 16 września 1925 w Krakowie. Tego dnia bowiem Zarząd PZPN - z prezesem Edwardem Cetnarowskim na czele - zatwierdził jego regulamin. Miał on być przeprowadzony w dwóch fazach. Jesienią 1925 r. planowano wyłonić zdobywców w poszczególnych okręgach, którzy wiosną 1926 r. mieli walczyć na szczeblu centralnym o główne trofeum.
Inauguracyjne mecze (I rundy stopnia regionalnego i tym samym Pucharu Polski w ogóle) odbyły się w październiku 1925 r. Tryumfatorami okręgowymi zostały: Warszawianka, ŁKS Łódź, Wisła Kraków, Warta Poznań, Ruch Chorzów, Sparta Lwów, TKS Toruń i Sokół Równe (w okręgu wileńskim zwycięzcy nie wyłoniono). 19 kwietnia 1926 Zarząd PZPN zatwierdził weryfikację rozgrywek eliminacyjnych, dzieląc dziewięciu uczestników zmagań centralnych na trzy grupy terytorialne i ogłaszając równocześnie terminarz zawodów centralnych, z wieńczącym je finałem planowanym na 25 lipca 1926. Podział na grupy był następujący: grupa A – Lwów, Lublin, Wilno, grupa B – Warszawa, Poznań, Toruń, grupa C – Kraków, Łódź, Śląsk. Trzej zwycięzcy grup mieli utworzyć grupę finałową. Rozgrywki odbywały się dość archaicznym systemem „przegrywający odpada”, ale w ramach trzyzespołowych grup, czyli w każdej grupie jedna z drużyn czekała na rywala nie biorąc udziału w grze. O kolejności meczów w grupach decydowało losowanie.
Zwycięzcami poszczególnych grup zostały drużyny Warty Poznań, Sparty Lwów i Wisły Kraków (która otrzymała wolny los i awansowała bez gry bezpośrednio do finału). Z powodu protestu jaki wniosła Warta po pierwszym meczu z TKS Toruń powtórka tego spotkania odbyła się dopiero 25 lipca 1926, dlatego rozgrywki grupy finałowej rozpoczęły się z opóźnieniem. W pierwszej rundzie grupy finałowej los skojarzył poznaniaków ze Spartą Lwów. Warta zagrała bez reprezentantów Polski: Stalińskiego, Kosickiego, Przybysza i Fliegera, wcześniej powołanych na międzypaństwowy mecz z Finlandią, który odbywał się w Poznaniu tego samego dnia. W obronie „Zielonych” zagrał Sell, a na pozycji środkowego napastnika wystąpił młody Leon Ratajczak z trzeciej drużyny Warty, znany później pod nazwiskiem Radojewski. Po zaciętym meczu lepsi o jedno trafienie okazali się piłkarze Sparty.
Pojedynku finałowego nie udało przeprowadzić się we wcześniej ustalonym terminie. Ostatecznie doszedł on do skutku 5 września 1926. O godzinie 15.30 w obecności 1500 widzów arbiter główny krakowianin Andrzej Rutkowski wyprowadził na murawę stadionu Wisły w Krakowie jedenastki miejscowej Wisły i Sparty Lwów. Wielką sensacją był awans do finału tej drugiej, wówczas B-klasowej drużyny, która m.in. w półfinale ograła 1:0 poznańską Wartę. Różnicy nie było jednak widać na boisku. W 12. minucie – po celnym strzale z rzutu karnego – Władysław Kowalski uzyskał premierowego gola, a w 32. minucie goście wyrównali (Dmytrow). Remis utrzymywał się do 89. minuty. Na 23 sekundy przed końcowym gwizdkiem, bramkę na wagę końcowego sukcesu „Białej Gwiazdy” zdobył Henryk Reyman.
Była to pierwsza i – jak się później okazało – ostatnia edycja krajowego Pucharu w międzywojennej Polsce. Rodzime kluby nie były zbytnio zainteresowane rywalizacją w dodatkowych rozgrywkach, a sprawą priorytetową i tak pozostawały dla nich zmagania o mistrzostwo kraju (dodatkowo w owym czasie zaczęła powstawać liga). Najdobitniej podejście czołowych drużyn do PP obrazowała sytuacja w okręgu lwowskim. Zdecydowanie najsilniejsze: Pogoń, Czarni, Lechia i Hasmonea odpadły już na szczeblu regionalnym, a do fazy centralnej zakwalifikowała się drugorzędna Sparta. Toteż władze PZPN, po konsultacjach z przedstawicielami klubów, postanowiły na czas nieokreślony zaprzestać organizowania PP.

## Dokumentacja rozgrywek

### Finały okręgowe
- 08.11.1925 Kraków: Wisła Kraków – Wawel Kraków 4:0 (0:0)
- 08.11.1925 Warszawa: Legia Warszawa – Warszawianka 1:3 (0:0)
- 22.11.1925 Lublin:  Lublinianka – Sokół Równe 3:4 (2:0)
- 29.11.1925 Poznań: Warta Poznań – Posnania 15:2 (7:0)
- 10.01.1926 Śląsk: Ruch Chorzów – 06 Załęże Katowice 3:2 ( : )
- 14.02.1926 Toruń: TKS Toruń – Polonia Bydgoszcz 9:1 (4:0)
- 20.06.1926 Lwów: Sparta Lwów – Czarni Lwów 1:0 (0:0)
- 01.07.1926 Łódź: ŁKS Łódź – ŁTSG Łódź 4:1 (3:1)
- Wilno: zwycięzcy nie wyłoniono

### Rozgrywki grupowe

#### Grupa A
I runda, 29 czerwca 1926
- Sparta Lwów – Sokół Równe 4:0 (0:0)

Dmytrow (2), Murawiec, Ragan
Sparta: Szewczyk, Rusin, Olejniczak, Majcherczyk, Wójcicki, Kosiński, Ragan, Asłanowicz, Murski, Dmytrow, Murawiec
Sokół: Pliśkiewicz, Rachmaninow, Chrzanowski, Prozorow, Grądzki, Polikowski, Miaskowski, Michalski, Szewczyk, Bąk, Szarewicz
- Awans: Sparta Lwów

II runda, 4 lipca 1926
- Awans do grupy finałowej bez gry: Sparta Lwów (nie wyłoniono zwycięzcy w okręgu Wilno)

#### Grupa B
I runda, 29 czerwca 1926
- TKS Toruń – Warszawianka 5:3 (2:1)

Stogowski 8', 46', 85', P. Gumowski 10', Lewandowski 58' – Zwierzewski 22' (k), 70', Jung 66'
TKS: A. Braun, L. Cieszyński, A. Gumowski, B. Suchocki, Konieczka, Lewandowski, Leśniewski, Stogowski, P. Gumowski, J. Cieszyński, J. Suchocki
Warszawianka: Domański, Zwierz, Redlich, S. Luxenburg, Ordon, R. Braun, S. Jung, H. Braun, Zwierzewski, Szenajch, J. Luxenburg
- Awans: TKS Toruń

II runda, 4 lipca 1926
- TKS Toruń – Warta Poznań 3:2 (2:1) – mecz unieważniony

Ze względu na fakt, że wyznaczony sędzia nie dotarł do Torunia, spotkanie prowadził - w wyniku losowanie - znany działacz Warty, a zarazem arbiter piłkarski – Edmund Szyc. Jego postawa była jednak niezdecydowana. Po faulu Adolfa Gumowskiego na Romanie Dabercie sędzia podyktował rzut karny, jednak pod wpływem presji publiczności zmienił swoją decyzję. Właśnie ten fakt stał się powodem oficjalnego protestu, który Warta wystosowała do PZPN. Wynik spotkania anulowano, a mecz nakazano powtórzyć.
Stogowski 21', 48', J. Suchocki 42' – Staliński 7' (głową), Przybysz 75'
Warta: Kasprzak, Olszewski, Flieger, J. Wojciechowski, Z. Kosicki, Spojda, Szubert, Sroka, Staliński, Przybysz, Dabert
Powtórka, 25 lipca 1926
- Warta Poznań – TKS Toruń 7:0 (3:0)

Staliński 10', 68', 72', 88', Kosicki 21' (k), Przybysz 42', Dabert 57'
Warta: Fontowicz, Olszewski, Śmiglak, Przykucki, Wojciechowski, Kosicki, Staliński, Przybysz, Dabert, Szubert, Niziński
- Awans do grupy finałowej: Warta Poznań

#### Grupa C
I runda, 29 czerwca 1926
- ŁKS Łódź – Wisła Kraków 0:3 (walkower)

W 84. minucie gry, przy wyniku 0:2, mecz został przerwany z powodu burd na widowni.
H. Reyman 33', Balcer 65' (głową)
ŁKS: Fiszer, Cyl, Kowalczyk, Jasiński, Trzmiel, Gałecki, Cichecki, Jańczyk, Radomski, K. Miller, Durka
Wisła: Ketz, Pychowski, Skrynkowicz, Wójcik, Jan Kotlarczyk, Bajorek, Adamek, Czulak, H. Reyman, S. Reyman, Balcer
- Awans: Wisła Kraków

II runda, 4 lipca 1926
- Wisła Kraków – Ruch Chorzów 1:0 (0:0)

Kowalski 68'
Wisła: Ketz, Pychowski, Skrynkowicz, Wójcik, Jan Kotlarczyk, Krupa, Adamek, Czulak, J. Reyman, W. Kowalski, Balcer
Ruch: Kremer, Kutz, K. Kusz, Badura, Gensior, F. Koenig, W. Kałuża, A. Loewe, J. Kusz, Katzy, K. Frost
- Awans do grupy finałowej: Wisła Kraków

### Grupa finałowa
- Wisła Kraków otrzymała wolny los.

8 sierpnia 1926
- Sparta Lwów – Warta Poznań 1:0 (1:0)

Murski 38'
Warta: Fontowicz, Sell, Olszewski, Przykucki, Wojciechowski, Spojda, Niziński, Schubert, Ratajczak-Radojewski, Śmiglak, Dabert
Sparta: Szewczyk, Bydliński, Olejniczak, Ragan, Steinert, Kosiński, W. Piłat, Małecki, Murski, Dmytrow, Murawiec
- Awans: Sparta Lwów

### Finał
| 5 września 1926 15:30 | Wisła Kraków · Kowalski 12' (k) · H. Reyman 90' | 2:1(1:1) | Sparta Lwów · Dmytrow 32' | Stadion Wisły, Kraków Widzów: 1500 Sędzia: Andrzej Rutkowski (Kraków) |
|                       |                                                 |          |                           |                                                                       |

Wisła: Ketz, Pychowski, Kaczor, Stefan Wójcik, Jan Kotlarczyk, Gieras, Adamek, Czulak, Henryk Reyman, Kowalski, Balcer
Sparta: Szewczyk, Bydliński, Olejniczak, Steinert, Wójcicki, Kosiński, Piłat, Małecki, Murski, Dmytrow, Murawiec
| Zdobywca Pucharu Polski 1925/26 |
| ------------------------------- |
| Wisła Kraków 1. tytuł           |